# Bricklin SV-1
De Bricklin SV-1 was een Amerikaanse sportwagen die van 1974 tot 1975 geproduceerd werd. De auto werd gekenmerkt door zijn vleugeldeuren en zijn carrosserie in kunststof. De naam SV-1 is een afkorting van "Safety Vehicle 1" (Nederlands: "veiligheidsvoertuig 1") omdat de auto over voor zijn tijd vooruitstrevende veiligheidsvoorzieningen beschikte.

## Geschiedenis
De Bricklin SV-1 was het geesteskind van ondernemer Malcolm Bricklin. Bricklin besloot begin jaren zeventig om zijn eigen autobedrijf General Vehicles op te richten en een sportwagen te bouwen die aan hogere veiligheidseisen voldeed dan de normen die op dat moment door de Amerikaanse overheid opgelegd werden. Zo zouden de inzittenden beschermd worden door een stalen buizenframe met rolkooi en kon het chassis een botsing met hoge snelheid weerstaan zonder noemenswaardige vervorming.
Het initiële concept van de nieuwe sportwagen werd in 1971 uitgetekend door Bruce Meyers en geperfectioneerd door Marshall Hobart. Het eerste prototype was klaar in december 1972. De uiteindelijke productieversie van de SV-1 werd ontworpen door Herb Grasse.
De productie startte medio 1974 in de provincie New Brunswick in Canada. Bricklin had de provinciale overheid weten te overtuigen om te investeren in zijn project omdat dit veel nieuwe jobs zou opleveren in een regio die geteisterd werd door hoge werkloosheid. De assemblagefabriek in Saint John en de carrosseriefabriek in Minto telden samen meer dan 1200 werknemers. Bricklin bouwde ook een netwerk uit van meer dan 400 Amerikaanse autodealers met een orderboekje van 40.000 bestellingen.
In september 1975, nadat er slechts 2854 exemplaren gebouwd waren, weigerde de provincie om nog verdere financiële steun te verlenen. De regionale regering dacht immers dat hun investering zou gebruikt worden om de autoproductie op te starten, terwijl het geld in werkelijkheid gespendeerd werd aan de ontwikkeling van de auto en aan de salarissen van werknemers in het hoofdkantoor in Phoenix. Hierdoor ging het bedrijf uiteindelijk failliet.
Consolidated International verwierf de inventaris van het failliete bedrijf, waaronder verschillende gedeeltelijk geassembleerde auto's die later door Consolidated werden voltooid en samen met nog een aantal bijkomende exemplaren in 1976 verkocht werden. De teller bleef uiteindelijk steken op 2897 geproduceerde auto's.

## Techniek
De SV-1 is een tweedeurs hatchback met een voorin geplaatste motor en achterwielaandrijving. De auto beschikt over vleugeldeuren en pop-up-koplampen en biedt plaats aan twee inzittenden. De carrosserie is gemaakt van een composietmateriaal bestaande uit acrylhars gebonden aan een glasvezelsubstraat. Het acryl is geïmpregneerd met de carrosseriekleur, wat de productiekosten verlaagde omdat de auto's niet in een aparte stap geschilderd moesten worden. De vijf aangeboden "veiligheidskleuren" waren wit, groen, rood, bruin en oranje.
Het chassis bestaat uit een stalen buizenframe met geïntegreerde rolkooi. De veiligheidsbumpers zijn bestand tegen een impact van 8 km/u. De voorwielophanging maakt gebruik van onderdelen uit diverse toenmalige modellen van AMC. Achteraan bevindt zich een starre as met bladveren. Het remsysteem bestaat uit schijfremmen vooraan en trommelremmen achteraan.
SV-1's uit 1974 worden aangedreven door een 5,9-liter V8-motor van AMC die 164 kW (220 pk) produceert. Dit motorvermogen werd overgezet op de achteras via een drietraps automatische transmissie van AMC of een BorgWarner handgeschakelde vierversnellingsbak. Exemplaren uit 1975 hebben een 5,8-liter V8-motor van Ford die slechts 131 kW (175 pk) produceert en een Ford FMX drietraps automaat. Ford kon geen handgeschakelde versnellingsbak voor deze motor leveren.
De auto had geen sigarettenaansteker of asbak, omdat Bricklin roken tijdens het rijden als onveilig beschouwde.
 Er was ook geen plaats voor een reservewiel.

## Problemen
Het composietmateriaal dat voor de carrosserie gebruikt werd vertoonde vaak blaren en bovendien bleek dat schadelijk ultraviolet licht door de acryllaag heen kon dringen en zo de carrosseriepanelen kon aantasten. Hierdoor leed Bricklin al vroeg in de productiefase enorme verliezen.
De vleugeldeuren, die elk bijna 41 kg wogen, werden bediend door een hydraulische pomp. Bij accuproblemen kon deze elektrisch bediende pomp echter dienst weigeren en bij het tegelijkertijd openen van de ene deur en het sluiten van de andere kon de pomp zelfs defect raken. Daarenboven waren de deuren niet waterdicht.
De auto's waren over het algemeen van bedenkelijke kwaliteit, met onder andere kromgetrokken carrosseriepanelen, elektrische problemen en vacuumbediende pop-up-koplampen die het regelmatig lieten afweten. Daarnaast werd het bedrijf geplaagd door nepotisme, bevoorradingsproblemen en ziekteverzuim van werknemers. Bovendien zorgde een reeks prijsstijgingen ervoor dat de prijs van de auto in twee jaar tijd meer dan verdubbelde.

## Fotogalerij

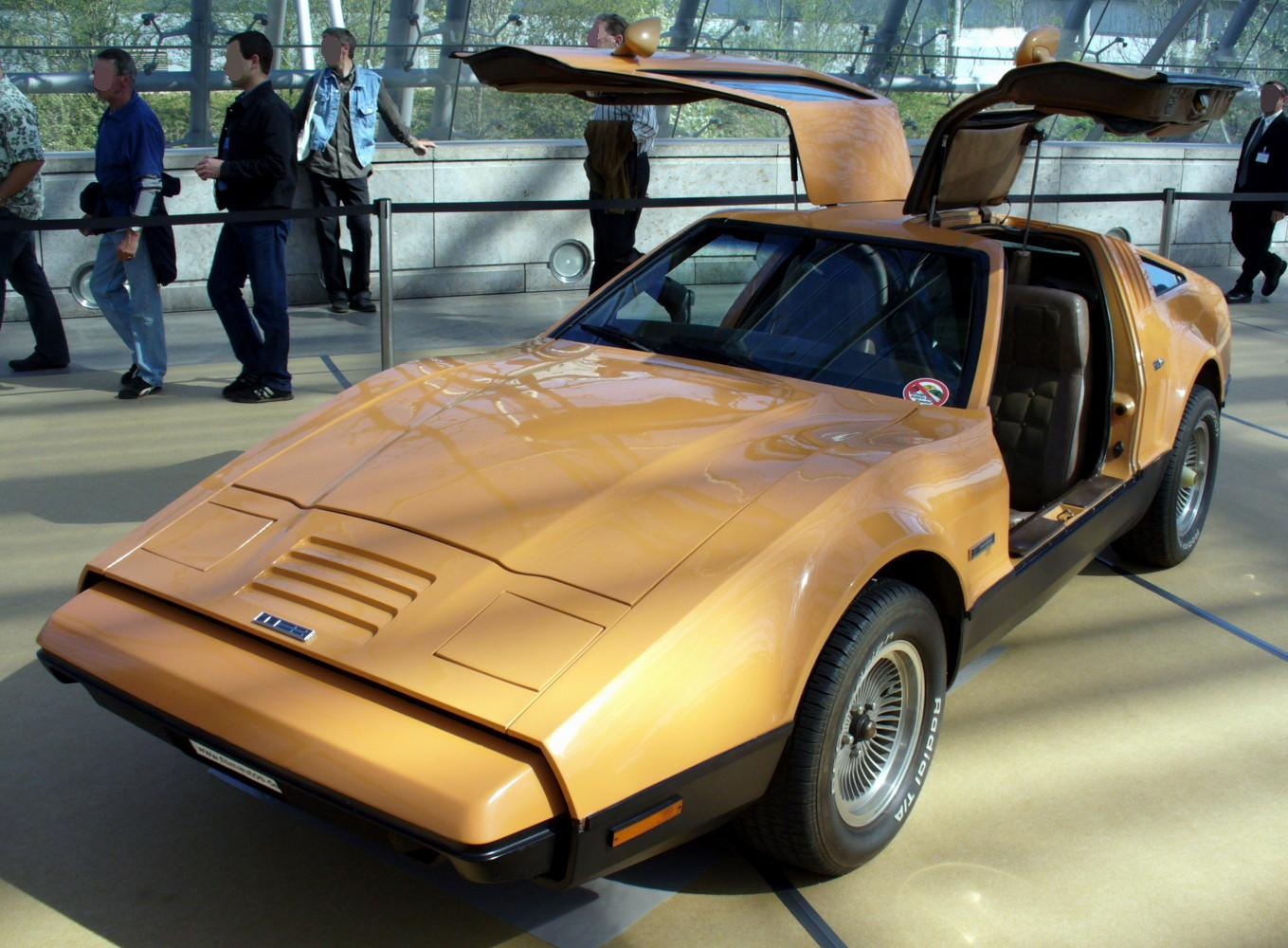
Bricklin SV-1 met geopende vleugeldeuren
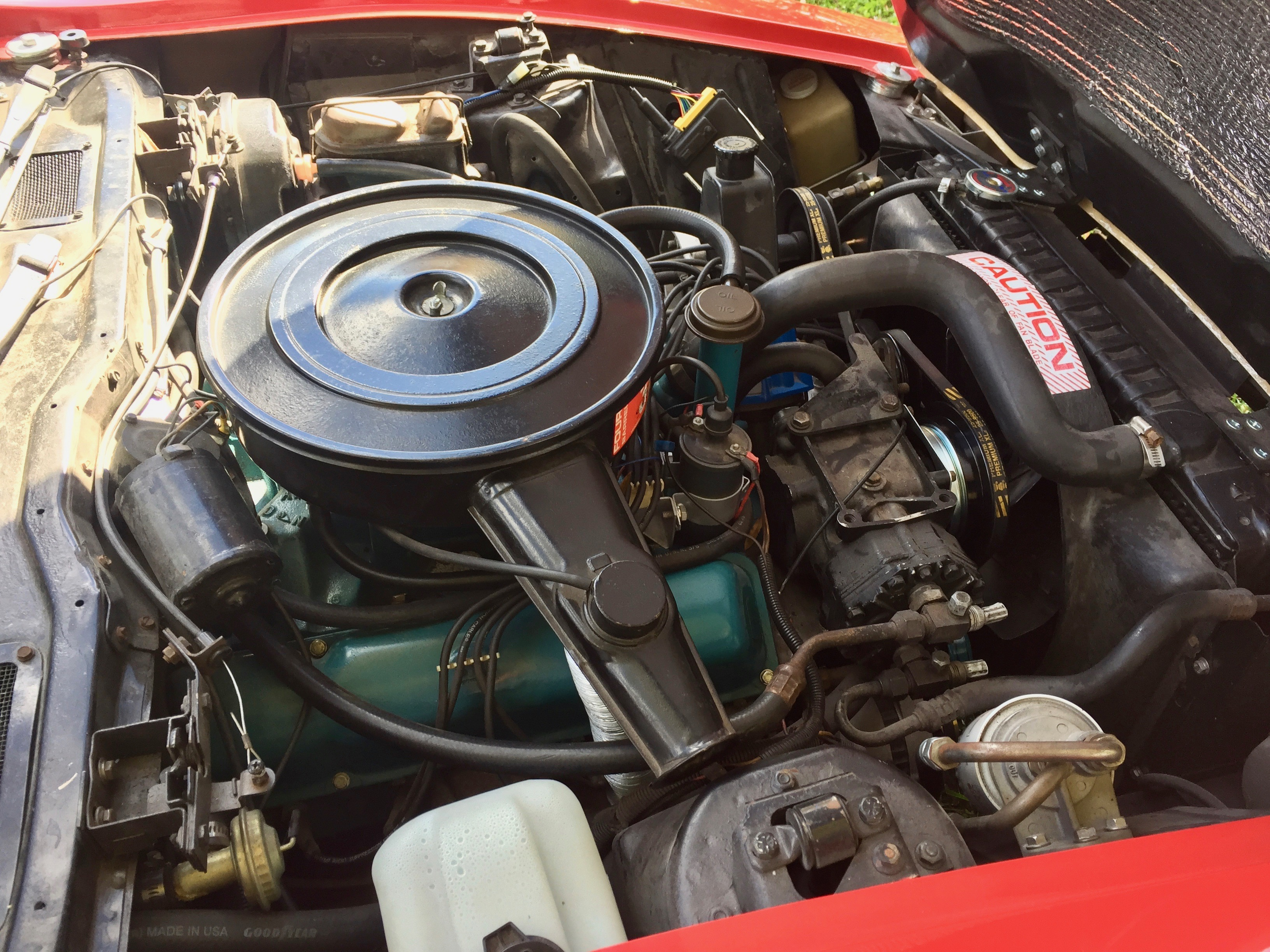
De 5,9-liter V8-motor van AMC
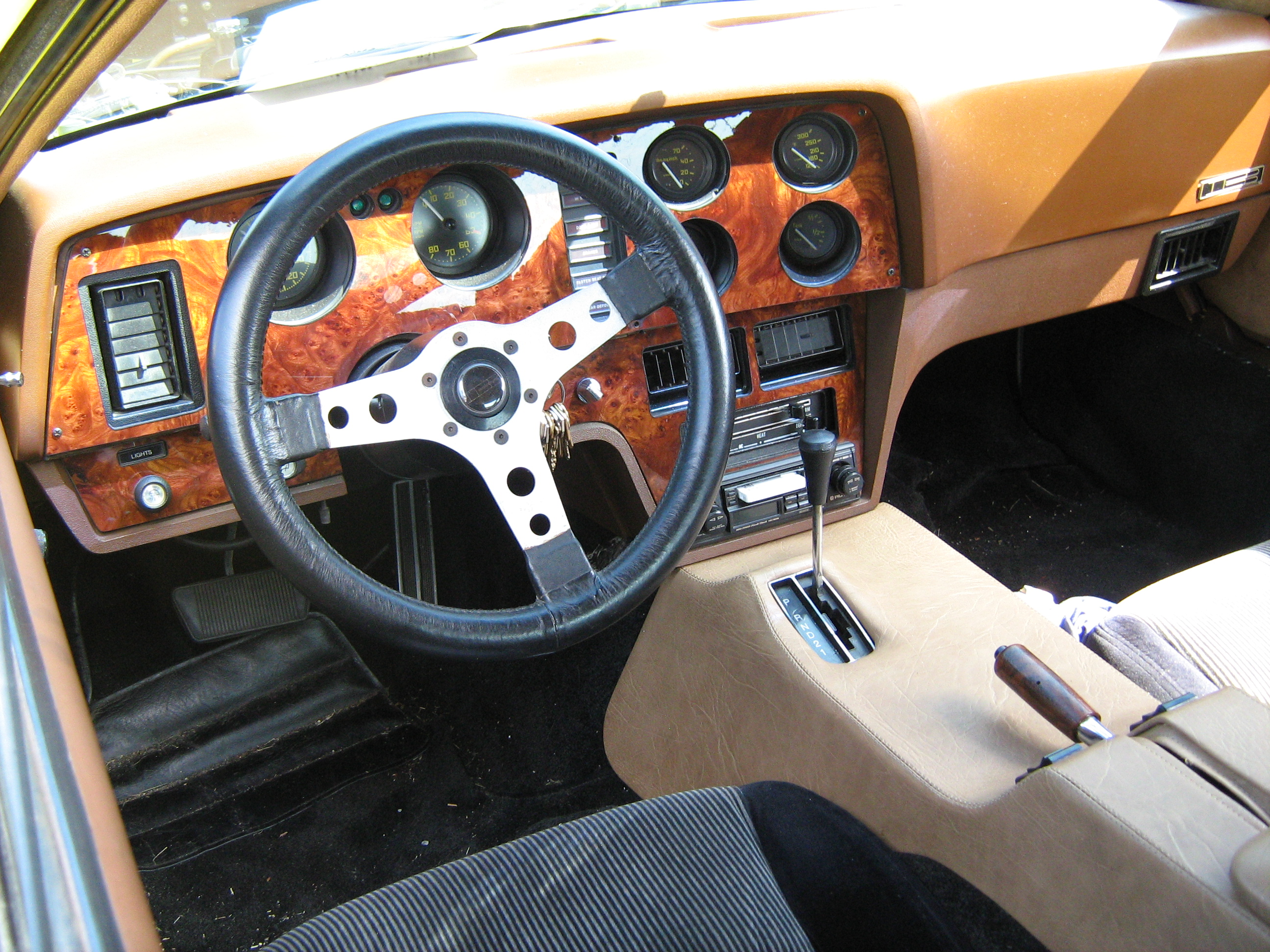
Interieur